# Wiley Post
Pour les articles homonymes, voir Post.
Wiley Post Hardeman, né le 2 novembre 1898 et mort à Point Barrow (Alaska) le 15 août 1935, est un aviateur américain, le premier à faire le tour du monde en solo en 1933. Connu aussi pour ses travaux concernant le vol à haute altitude, Post contribue à mettre au point l'une des premières combinaisons pressurisées. Son Lockheed Vega, le Winnie Mae, est exposé au National Air and Space Museum du Steven F. Udvar-Hazy Center. Le 15 août 1935, Post et l'humoriste américain Will Rogers se tuent lors d'un décollage dans un lagon près de Point Barrow, en Alaska, au cours d'une tentative de tour du monde par la voie arctique.

## Début de carrière de pilote

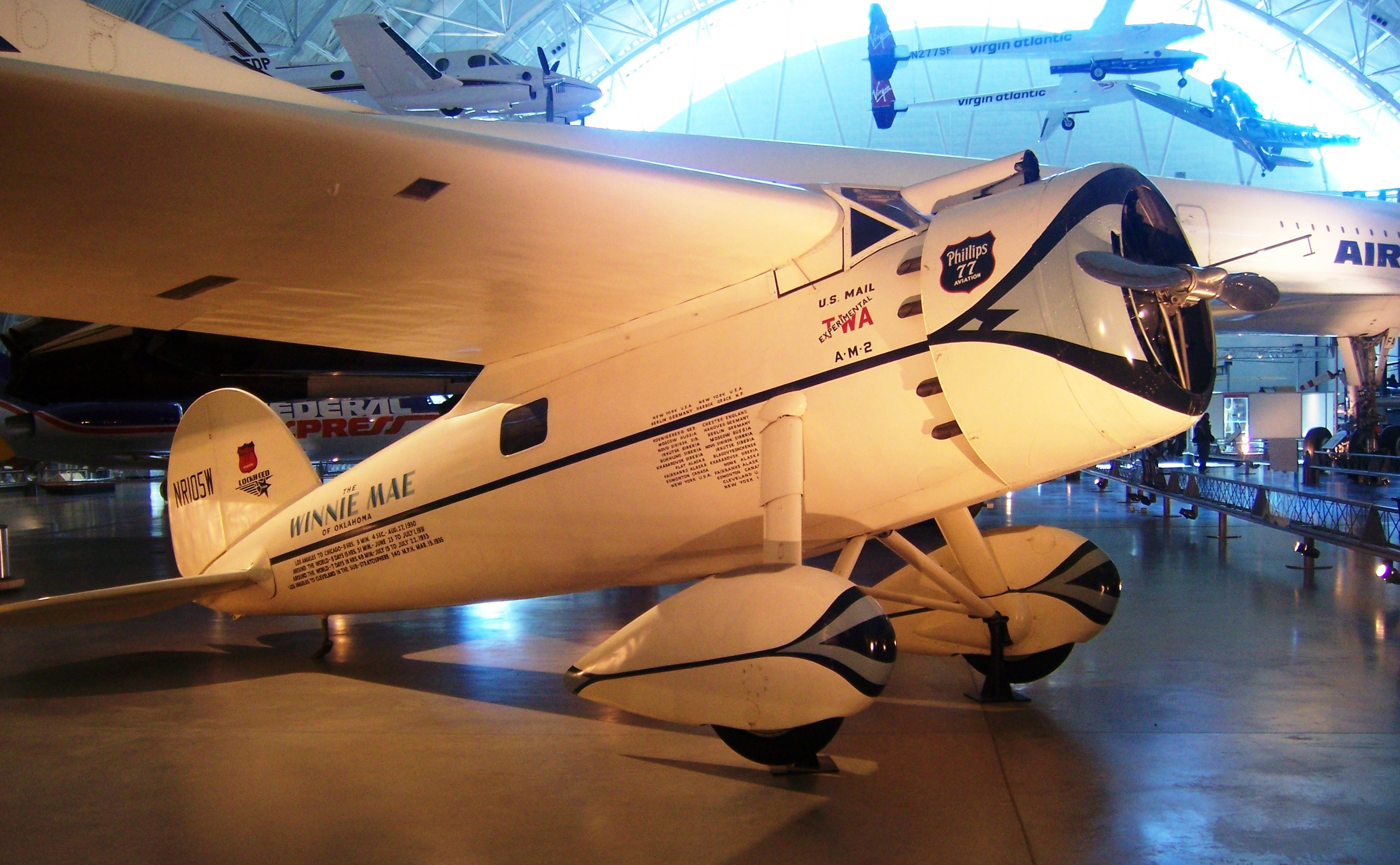
Winnie Mae le Lockheed Vega de Wiley Post, exposé au Steven F. Udvar-Hazy Center.

Post est né à Grand Saline au Texas (comté de Van Zandt), de parents agriculteurs, Francis William et Mae Quinlan Post. Sa famille a ensuite déménagé à Oklahoma alors qu'il avait cinq ans, et c'est à 26 ans qu'il commença sa carrière dans l'aviation en tant que parachutiste pour un cirque volant,  Burrell Tibbs and His Texas Topnotch Fliers, où il est vite devenu célèbre sur le circuit du barnstorming. Le 1er octobre 1926, un accident sur un champ de pétrole lui coûta son œil gauche, mais il utilisa l'argent des indemnités pour acheter son premier avion. C'est aussi à cette époque qu'il rencontra Will Rogers, lorsqu'il volait pour un rodéo, et ils devinrent des amis proches.
En 1933, Post était le pilote personnel des riches pétroliers de l'Oklahoma Powell Briscoe et F.C. Hall, lorsque ce dernier acheta un monomoteur à aile haute, un Lockheed Vega, l'un des plus célèbres et performants appareils des années 1930. Le magnat du pétrole baptisa l'avion Winnie Mae, d'après le nom de sa fille, et Post remporta son premier prix d'importance nationale en gagnant le National Air Race Derby, de Los Angeles à Chicago. Le fuselage reçut l'inscription « Los Angeles à Chicago 9 h 8 min 2 s 27 août 1930 ». Adam Charles Williams termina second en 9 h 9 min 4 s.

## Le tour du monde

### Avec Harold Gatty

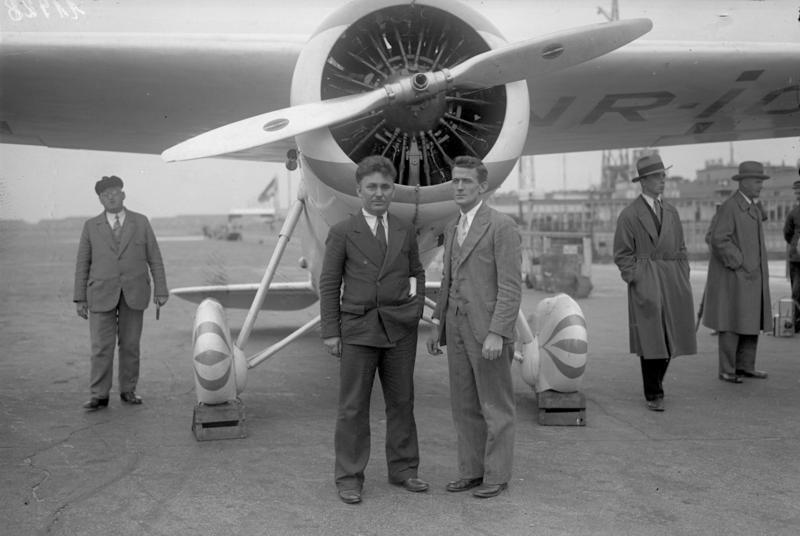
Wiley Post avec Gatty en Allemagne, 1931.

Comme de nombreux pilotes de l'époque, Post n'appréciait pas que le record de vitesse autour du monde (21 jours) fut détenu par un dirigeable, le Graf Zeppelin, piloté par Hugo Eckener.
Le 23 juin 1931, Post et son navigateur, Harold Gatty (en) décollèrent de Roosevelt Field (en) à Long Island, New York dans Winnie Mae, avec un plan de vol qui les mena autour du monde par des escales à Harbour Grace, Flintshire (en), Hanovre deux fois, Berlin, Moscou, Novossibirsk, Irkoutsk, Blagovechtchensk, Khabarovsk, Nome, où son hélice dut être réparée, Fairbanks où l'hélice fut remplacée, Edmonton, et Cleveland avant de revenir à Roosevelt Field.
Ils étaient de retour le 1er juillet 1931, après avoir parcouru 15 474 miles en un temps record de 8 jours et 15 heures et 51 minutes.
L'accueil qu'ils reçurent rivalisa avec celui précédemment réservé à Lindbergh.
Ils déjeunèrent à la Maison-Blanche le 6 juillet, eut une ticker-tape parade le lendemain à New York, et furent honorés lors d'un banquet donné par la Chambre de commerce aéronautique d'Amérique à l'hôtel Astor.
Après le vol, Post acheta le Winnie Mae à FC Hall, et lui et Gatty publièrent un compte-rendu de leur voyage intitulé Around the World in Eight Days (Le Tour du monde en huit jours), avec une préface de Will Rogers.

### En solo
Après ce vol record, Post voulut ouvrir sa propre école aéronautique, mais il ne put pas lever suffisamment de fonds en raison de la méfiance qu'inspiraient son origine rurale et son manque de scolarisation.
Motivé par ses détracteurs, Post décida de tenter un vol en solo autour du monde et de battre son précédent record.
En 1933, après l'installation d'un dispositif de pilote automatique et un radiogoniomètre qui étaient dans leur phase finale de développement par la Sperry Gyroscope Company et l'United States Army, il refit son vol autour du monde, en utilisant cette fois le pilote automatique et la boussole en lieu et place de son navigateur, devenant ainsi le premier à accomplir cet exploit. Il partit de Floyd Bennett Field et continua sur Berlin, où des réparations furent tentées sur son pilote automatique; puis à Königsberg, pour embarquer certaines cartes qui avaient été oubliées ; à Moscou pour d'autres réparations à son pilote automatique ; Novossibirsk, Irkoutsk pour les dernières réparations au pilote automatique ; Rukhlovo, Khabarovsk, Flat où son hélice a dû être remplacée ; Fairbanks, Edmonton, et retour à Floyd Bennett Field. Cinquante mille personnes le saluèrent à son retour le 22 juillet, après 7 jours, 19 heures ; 21 heures de moins que son précédent record, ce qui lui donna droit à un second défilé ticker-tape à New York.

## Combinaison pressurisée
En 1934, avec le soutien financier de Frank Phillips (en) de la Phillips Petroleum Company, Post a commencé à explorer les limites du vol à haute altitude sur de longues distances. La cabine de Winnie Mae ne pouvant être pressurisée, il travailla avec Russell Colley (en) de la BF Goodrich Company pour développer ce qui deviendra une première mondiale, la combinaison pressurisée fonctionnelle. Trois combinaisons ont été fabriqués pour Post et seule la version finale fit ses preuves. La première, une fois gonflée, ne permettait pas à Post de piloter l'avion. La seconde se rompit pendant les essais, l'endommageant irrémédiablement. La troisième fut conçue pour résoudre les problèmes précédemment rencontrés.
Le corps de la combinaison possède trois couches : un sous-vêtement long, du caoutchouc noir supportant la pression, et une couche extérieure en toile de parachute caoutchoutée. La couche extérieure est collée sur un cadre avec des articulations des bras et des jambes qui lui permirent d'utiliser les commandes de vol et de marcher vers et depuis l'avion. Les gants sont en peau de porc, les bottes en caoutchouc et le casque de plongeur en aluminium et plastique. Le casque a une façade amovible qui peut être scellée à une hauteur de 17 000 pieds, et peut accueillir des écouteurs et un laryngophone. Il était en forme de cylindre avec un hublot circulaire. Lors du premier vol utilisant la combinaison le 5 septembre 1934, Post atteignit une altitude de 40 000 pieds au-dessus de Chicago. Finalement, en volant aussi haut que 50 000 pieds, Post découvrit le 7 décembre le courant-jet et fit la première grande avancée concrète. En 2010, la combinaison est en cours de préparation pour exposition au National Air and Space Museum's Steven F. Udvar-Hazy Center.

## Tentative de vols transcontinentaux non-stop à haute altitude

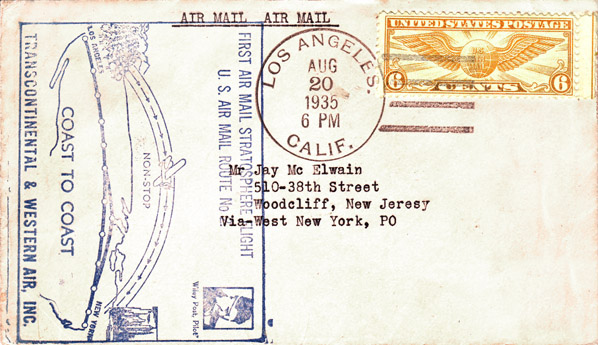
Une enveloppe emportée par Wiley Post sur les quatre de ses tentatives de premier vol à haute altitude non-stop transcontinental de Los Angeles à New York. Février-juin 1935 (Le Collections Cooper).

Entre le 22 février et le 15 juin 1935, Post fit quatre tentatives infructueuses pour effectuer le premier vol à haute altitude non-stop au départ de Los Angeles vers New York, qui toutes échouèrent pour des raisons mécaniques. La première tentative, le 22 février, se termina à 57,5 miles à l'est de Los Angeles à Muroc, CA. Elle fut suivie par des tentatives le 15 mars (Cleveland, Ohio; 2 035 miles), 14 avril (Lafayette, Indiana ; 1 760 miles), et le 15 juin (Wichita, Kansas ; 1 188 miles). Comme ces essais ont pour but d'établir le « premier vol postal stratosphérique » au-dessus de l'US Air Mail Route no 2 (AM-2) de Los Angeles à New York, Post emporta une quantité d'enveloppes cachetées et parrainées par Transcontinental & Western Air, Inc. Lorsque Post se tua le 15 août 1935, mettant ainsi fin à toute tentative pour effectuer le vol AM-2 stratosphérique, les enveloppes furent finalement renvoyées à Los Angeles le 20 août 1935, et remises à leurs destinataires.

## Dernier vol et décès
En 1935, Post s'intéressa à l'exploration d'une route aérienne pour le transport du courrier et des passagers entre la côte Ouest des États-Unis et la Russie. À court de liquidités, il construisit un modèle hybride avec des pièces récupérées sur le fuselage d'un Lockheed Orion et les ailes d'un Lockheed Explorer expérimental démoli. L'aile de l'Explorer était six pieds plus longue que l'aile d'origine de l'Orion, un avantage qui augmenta la portance de l'avion hybride. Comme l'aile de l'Explorer n'avait pas de train d'atterrissage escamotable, elle se prêtait également au montage des flotteurs pour l'atterrissage dans les lacs d'Alaska et de la Sibérie. Lockheed refusa catégoriquement d'apporter les modifications que Post demandait au motif que les deux conceptions étaient incompatibles et leur mélange était dangereux, ne lui laissant pas d'autre solution que de faire les modifications lui-même.
Son ami Will Rogers lui rendit souvent visite à l'aéroport de Burbank (Californie), tandis que Pacific Airmotive Ltd. modifiait l'avion, et, en quête de matière pour ses chroniques dans un journal, lui demanda de l'emmener avec lui à travers l'Alaska. Les flotteurs que Post avait commandé n'étant pas arrivés à Seattle à temps, il utilisa ceux qui avaient été conçus pour un type d'appareil plus grand, ce qui alourdit l'hybride au nez déjà lourd. Toutefois, selon les recherches de Bryan Sterling, les flotteurs étaient du bon type pour l'avion.
Après avoir effectué un vol d'essai en juillet, Post et Rogers quittèrent Seattle début août et firent plusieurs escales en Alaska. Tandis que Post pilotait, Rogers écrivait ses chroniques sur sa machine à écrire. Avant leur départ de Fairbanks, ils signèrent et envoyèrent un fanion de club de yacht appartenant à South Coast Corinthian Yacht Club (ce fanion est exposé au South Coast Corinthian Yacht Club à Marina del Rey, en Californie). Le 15 août, ils quittèrent Fairbanks, en Alaska, pour Point Barrow. Ils en étaient à quelques miles quand, incertains de leur position dans le mauvais temps, ils durent atterrir dans une lagune pour demander leur chemin. Au décollage, le moteur cala à basse altitude et l'avion, incontrôlable à faible vitesse à cause de la lourdeur de son nez, plongea dans la lagune, perdit l'aile droite et finit sur le dos dans les eaux peu profondes du lagon. Les deux hommes furent tués sur le coup.

## Distinctions et hommages
En 1936, la Smithsonian Institution a acheté le Winnie Mae à la veuve de Post pour 25 000 $. Le Congrès américain a autorisé l'achat le 24 août 1935, neuf jours seulement après la mort de Post en Alaska. Deux monuments sur le site du crash commémorent la mort des deux hommes et ils sont inscrits au Registre national des lieux historiques. L'aéroport de Barrow (Alaska) à proximité, porte leurs noms : Wiley Post-Will Rogers Memorial Airport (en)
L'aéroport Wiley Post (en), un grand aéroport de dégagement de la FAA à Oklahoma City, porte le nom de Post. L'aéroport commercial principal porte le nom de Will Rogers, de sorte que les deux victimes de l'accident sont honorés par les aéroports d'Oklahoma City. La base d'hydravions Will Rogers - Wiley Post Memorial Seaplane Base (en) est située sur le lac Washington, à l'extrémité nord du Renton Municipal Airport (en) à Renton (Washington).
Wiley Post a reçu la Distinguished Flying Cross (1932), la Médaille d'or de la Belgique (1934), et l'International Harmon Trophy (1934). Il a été inscrit dans le National Aviation Hall of Fame en 1969. En 1979, le United States Postal Service lui a rendu hommage en éditant deux timbres de poste aérienne,